# Минхеберг
Минхеберг (њем. Müncheberg) град је у њемачкој савезној држави Бранденбург. Једно је од 45 општинских средишта округа Меркиш-Одерланд. Према процјени из 2010. у граду је живјело 7.246 становника. Посједује регионалну шифру (AGS) 12064317.

## Географски и демографски подаци
Минхеберг се налази у савезној држави Бранденбург у округу Меркиш-Одерланд. Град се налази на надморској висини од 65 метара. Површина општине износи 152,0 km². У самом граду је, према процјени из 2010. године, живјело 7.246 становника. Просјечна густина становништва износи 48 становника/km².